# Technische Bürste
Technische Bürsten sind Bürsten, die für die Anwendung in der Industrie und im Handwerk entwickelt und hergestellt werden. Für die unterschiedlichen Einsatzbereiche gibt es eine Vielzahl verschiedener Bürstentypen.

## Bürstentypen

### Walzenbürsten mit Metallbandfassung

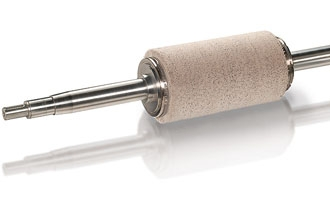
Walzenbürste mit Metallbandfassung

Für Walzenbürsten mit Metallbandfassung gibt es vielseitige Nutzungsmöglichkeiten in nahezu jedem Industriezweig. Das Konstruktionsprinzip ist eine spiralförmige Streifenbürste, die auf einer Welle befestigt wird. Mit dieser Bauform ist ein sehr hoher und nahezu lückenloser Besatz der Bürstenfasern möglich. Beispiele sind:
- In der Walzwerkindustrie zum Unterstützen der Entzunderung, dem Vermeiden von Beizrückständen, dem Entfetten und Vermeiden des Silberbronze-Effekts, dem Entfernen von Walzabrieb und Verunreinigungen auf der Bandoberfläche.
- In der metallverarbeitenden Industrie zum Entrosten, Entgraten, Aufrauen und Einölen im Durchlaufverfahren von großen Flächen aus Stahl oder Buntmetall. Zum Entfernen von Strahlmitteln oder Kunststoffbeschichtungen. Für das Oberflächenfinish von Bändern und Blechen aus Aluminium und Buntmetallen.
- In der Druckindustrie zum Reinigen von Offsetfolien und -platten, dem Befeuchten von Papierbahnen oder dem Waschen des Gummituchs in Offsetdruckmaschinen.
- In der Nahrungsmittelindustrie zum Reinigen und Schälen von Hartfrüchten, Trommelreinigen in der Gemüseverarbeitung, zum Sortieren und Waschen von Obst und Gemüse.
- In diversen Industriebereichen wie der Baustoffindustrie, der Keramikindustrie, der Textilindustrie, der Kunststoffverarbeitung, der holzverarbeitenden Industrie, bei Förderanlagen aller Industriezweige

### Gestanzte Rund- und Walzenbürsten

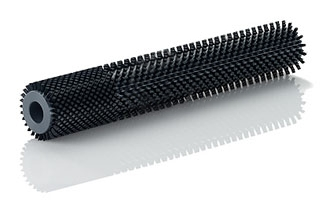
Rundbürste

Gestanzte Rund- und Walzenbürsten werden wegen ihrer Vielseitigkeit und Wirtschaftlichkeit in vielen Fertigungsbereichen und Produkten der Industrie eingesetzt. Ein geringes Eigengewicht ist ein spezifischer Vorteil dieser Bürsten. Der Bürstenkörper wird abhängig von der Besatzdichte nach einem bestimmten Muster gebohrt. In den Löchern werden anschließend die Besatzbündel maschinell verankert. Sie sind geeignet für Bürstarbeiten, bei denen es nicht auf eine besonders hohe Umdrehungszahl oder starke mechanische Belastung abkommt. Sie werden verwendet für:
- Auftragen und Verteilen fester oder flüssiger Stoffe in der Holz- und Blechbearbeitung
- als Reinigungselemente in zahlreichen Bereichen
- zum Andrücken von Folien und Etiketten
- zum Pudern von Backwaren, Transportieren von Früchten, Saatgut etc.

### Lattenbürsten oder Leistenbürsten

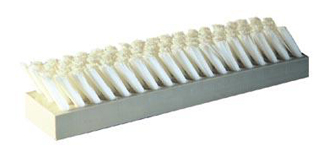
Lattenbürste

Die schlanken Bürsten haben vielseitige Verwendungsmöglichkeiten in vielen Industriezweigen. Als Grundkörper werden hauptsächlich Kunststoffmaterialien in den verschiedensten Qualitäten verwendet. Daneben sind weiterhin die klassischen Holz- und Metallkörper im Einsatz:
- Zum Abstreifen vor dem Reinigen
- Als geräuschdämpfende und schonende Bürste für CNC-Schneide- und Stanzmaschinen
- Zum Aufrichten von Kartonagen-Zuschnitten

### Riemenbürsten

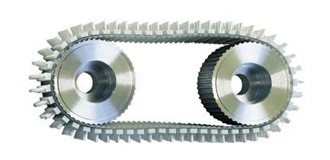
Riemenbürste

Das Merkmal der Riemenbürsten ist die Flexibilität des Riemenkörpers. So passt sich die Bürstenoberfläche den allermeisten Konturen an. Deshalb kommt sie auch in solchen Fällen zum Einsatz, wo für eine Bürste mit starrem Körper und entsprechend flexiblem Besatzmaterial nicht genügend Platz vorhanden ist. Die Riemenbürste kann horizontal, vertikal oder in Schräglage eingesetzt werden. Riemenbürsten sind auch ideal als Querbürstsystem zu verwenden, d. h. zum Bürsten nach einer Seite quer zur Durchlaufrichtung von Bändern oder ähnlichem. Riemenbürsten werden als Keilriemen, Flachriemen und Zahnriemen hergestellt.
- Zum schonenden Transport empfindlicher Werkstücke
- Zur Entfernung von Ablagerungen auf Teilen oder Bändern im Durchlaufverfahren, quer zur Laufrichtung

### Tellerbürsten

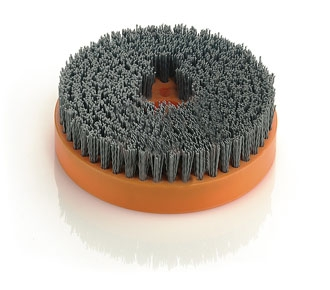
Tellerbürste

Als rotierendes Werkzeug kommen sie in der Industrie zum Einsatz. Mit einem Standarddurchmesser von 70 bis 300 mm und sehr flexibler Besatzanordnung ist ihr Einsatzgebiet breit gefächert:
- Zum Waschen, Reinigen und Polieren von Oberflächen
- Zum Reinigen, Wachsen und Polieren von Fußböden
- Zur Entgraten, Schleifen und Strukturieren

### Antistatik- und Straußenfeder-Bürsten

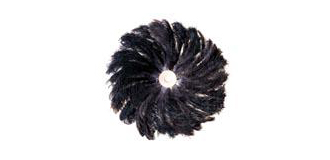
Antistatikbürste

Elektrostatische Aufladung nicht leitender Stoffe ist ein ernster Störfaktor: in der Produktion kommt es zu Qualitätsverlusten, bei leicht entzündlichen Stoffen drohen Brände oder Explosionen, elektronische Systeme werden gestört, denn durch elektrostatische Aufladungen wird Staub angezogen. Beim Entstauben laden sich die Oberflächen durch Reibungs-Elektrizität erneut auf, so dass hier spezielle Materialien zum Einsatz kommen. Als Besatz braucht man ein elektrisch leitendes Material, das die Oberflächen nicht zerkratzt, aber hinreichend flexibel und steif genug für den sicheren Oberflächenkontakt ist. Metalldraht fällt aus, da er die Oberflächen angreift, somit kommen Kohlenstofffasern und metallbedampfte Kunststofffasern zum Einsatz. Einige Antistatikbürsten funktionieren nach dem Prinzip des Staubwedels. In größeren Dimensionen sorgen Straußenfederbürsten, zum Beispiel in Lackierstraßen der Autoindustrie, für Staubfreiheit:
- Entstauben und Ableiten statischer Aufladung an Fahrzeugkarosserien
- Maschinen die Kunstfasern zu Textilien verarbeiten

Umgekehrt können Elektrisiermaschinen mit nichtmetallischen Bürsten ausgestattet sein, um elektrische Ladung über Reibungselektrizität zu trennen oder als metallischer, elektrisch leitender Schleifkontakt.

### Streifen- und Abdichtbürsten

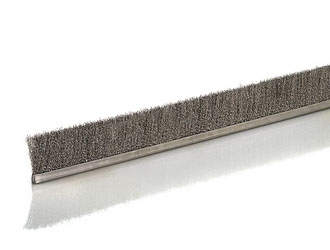
Streifenbürste

Bürsten dienen heutzutage nicht nur zur Entfernung von Schmutz und Staub, sondern auch zum Schutz davor. Das Konstruktionsprinzip ist ein U-förmig gebogener Blechstreifen, in den ein Haltedraht mit dem Besatz eingelegt wird. Die Streifenbürste wird endlos produziert und nach Einsatzzweck abgelängt. Zur Befestigung wird die Bürste in Nuten oder Metallprofile eingeschoben:
- Dichten von Durchlässen, Türen und Tore aller Art gegen Staub, Zugluft, Wasser, Licht, Hitze, Lärm
- Transportieren, Führen und Abbremsen empfindlicher Objekte
- Schutzeinrichtung, z. B. bei Rolltreppen
- An Radkästen von Omnibussen gegen Schlammspritzer

### Werkzeugbürsten
Pinsel-, Topf- und Kegelscheibenbürsten

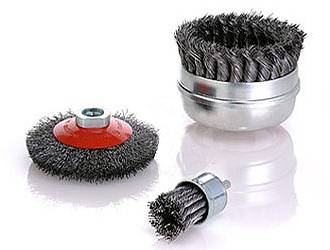
Pinsel/Topf/Kegelbürsten

Die Pinsel-, Topf- und Kegelscheibenbürsten werden auf Winkelschleifern, Bohrmaschinen und in Bearbeitungszentren beim Entfernen von Lacken, Zundern und Korrosion eingesetzt. Sie sind für schwer zugängliche Arbeitsbereiche geeignet und wurden speziell für die Bearbeitung von Kanten und Ecken entwickelt.
Innen-, Siederohr- und Honbürsten

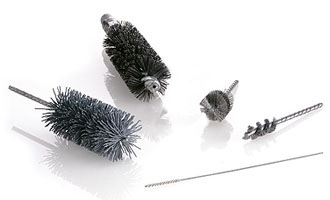
Innenbürsten

Innenbürsten eignen sich besonders für das Entgraten von O-Ring-Einstichen und Bohrungen zum Reinigen, Glätten und Entrosten. Sie kommen an Bohrmaschinen, biegsamen Wellen und Bearbeitungszentren zum Einsatz.
Siederohrbürsten dienen speziell zur Rohrinnenreinigung beim Entrosten, Reinigen und Entzundern. Einsatz bei der Handbearbeitung mit biegsamen Wellen aber auch stationär.
Honbürsten sind elastische, flexible Werkzeuge mit Kügelchen aus Schleifmittel in einer Kunstharzbindung an deren Borstenspitzen. Sie werden eingesetzt in den Bereichen Zylinder- und Kolbenlaufflächenbearbeitung.
Rund-, Einzelscheiben- und Pipelinebürsten

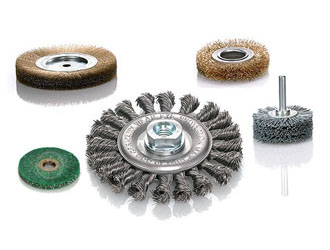
Rund/Einzelscheibenbürsten

Rundbürsten dienen zum Entrosten, Reinigen, Entgraten oder Bearbeitung von Schweißnähten und Entfernen von Zunder und Lack. Um schmale Werkstücke oder profilierte Oberflächen exakt zu bearbeiten, kommen Einzelscheibenbürsten zum Einsatz. Sie sind schmal, aggressiv und robust. Die Möglichkeit der Aneinanderreihung von mehreren Einzelscheibenbürsten macht sie sehr vielseitig.
Pipelinebürsten bewähren sich beim Bau von Öl-, Gas- und Wasserleitungen zum Bearbeiten von Schweißnähten. Sie wurden speziell für die Wurzel- und Kehlnaht entwickelt.
Kleine Rundbürsten passenden Durchmessers dienen zum Reinigen von Kupferrohr außen als Vorbereitung zum Verlöten etwa für die Wasserinstallation.
Handbürsten

Handbürsten mit Holzkörpern werden in verschiedenen Arbeitsbreiten (Reihenzahlen) hergestellt. Streifen-Handbürsten haben eine schmalere Arbeitsfläche für Feinarbeiten speziell in Vertiefungen profilierter Oberflächen. Handbürsten helfen beim Reinigen, Entrosten, Entlacken und Verputzen.
Feilenbürsten dienen speziell zum Reinigen von Holz- und Metallfeilen. Sie haben einen Holzkörper und auf der Arbeitsfläche ist ein Feilenbürstenband aufgeklebt. Typisch sind die in eine Richtung um etwa 30° geknickten einzel stehenden Drahtborsten, die gegen ihren Strich und parallel zu den Rillen des Schlags von Feilen oder raspeln eingesetzt werden.
Tapetenbürsten sind sehr schmale, etwa 35 cm lange Bürsten, die ähnlich einem Rakel dazu dienen eingekleisterte Tapeten oder Plakatpapier eben und luftblasenfrei an eine Wand o. ä. anzupressen.